# Baronství

Hodnostní koruna francouzského barona

Baronství (nebo také baronie, anglicky barony, francouzsky baronnie, německy das Baronat, španělsky baronía) je označení historické územní administrativní jednotky ve Francii, Irsku, Skotsku a některých dalších anglických územích.

## Historie
V anglofonních zemích se jedná o jednotku o stupeň nižší než hrabství. Ve Francii o stupeň nižší než vikomství. Pojem může být synonymem pro feudální baronské panství (pozn.: nezaměňovat s výrazem Baronage). Ve Francii titul zanikl v roce 1789. V Anglii byla tato feudální držba půdy zrušena v roce 1660, ve Skotsku prakticky až na počátku 21. století, přičemž titul baron zůstal jako nehmotné dědictví zachován podle § 63 odst.1 zákona z r. 2000.[zdroj?]